# Olympische Sommerspiele 1992/Teilnehmer (Swasiland)
| Gelbes Symbol für Goldmedaillen mit stilisierten Olympischen Ringen | Graues Symbol für Silbermedaillen mit stilisierten Olympischen Ringen | Braundes Symbol für Bronzemedaillen mit stilisierten Olympischen Ringen |
| ------------------------------------------------------------------- | --------------------------------------------------------------------- | ----------------------------------------------------------------------- |
| —                                                                   | —                                                                     | —                                                                       |

Swasiland nahm an den Olympischen Sommerspielen 1992 in Barcelona, Spanien, mit einer Delegation von sechs Sportlern (allesamt Männer) an zehn Wettkämpfen in zwei Sportarten teil. Medaillen konnten keine gewonnen werden. Es war die vierte Teilnahme an Olympischen Sommerspielen für das Land. 

## Teilnehmer nach Sportarten

### Boxen
- Mfamsibili Mnisi
  - Halbfliegengewicht

Runde eins: ausgeschieden gegen Rogelio Marcelo aus Kuba durch technischen KO in der dritten Runde

### Leichtathletik
- Sipho Dlamini
  - 800 Meter

Runde eins: ausgeschieden in Lauf vier (Rang drei), 1:48,70 Minuten
  - 1500 Meter

Runde eins: ausgeschieden in Lauf vier (Rang acht), 3:46,33 Minuten

- Elphas Ginindza
  - Marathon

Finale: 2:21:15 Stunden, Rang 42

- Sizwe Sydney Mdluli
  - Dreisprung

Qualifikationsrunde: Gruppe B, 16,18 Meter, Rang 16, Gesamtrang 27, nicht für das Finale qualifiziert
Versuch eins: 15,78 Meter
Versuch zwei: 16,07 Meter
Versuch drei: 16,18 Meter
  - Weitsprung

Qualifikationsrunde: Gruppe B, keine gültige Weite, nicht für das Finale qualifiziert
Versuch eins: ungültig
Versuch zwei: ungültig
Versuch drei: ungültig

- Isaac Simelane
  - 5000 Meter

Runde eins: ausgeschieden in Lauf drei (Rang neun), 14:00,44 Minuten
  - 10.000 Meter

Runde eins: ausgeschieden in Lauf zwei (Rang 20), 29:48,49 Minuten

- Robinson Stewart
  - 100 Meter

Runde eins: ausgeschieden in Lauf vier (Rang acht), 11,20 Sekunden
  - 200 Meter

Runde eins: ausgeschieden in Lauf acht (Rang sechs), 21,97 Sekunden